# Далян
Вижте пояснителната страница за други значения на Далян.
Далян или талян (от тур. dalyan) е неподвижно морско риболовно съоръжение. Състои се от мрежи, разположени вертикално във водата перпендикулярно на брега. Чрез него се лови риба от движещите се край брега рибни пасажи – цаца (копърка, трицона), сафрид или хамсия. До втората половина на XX век даляните са ловяли също скумрия и паламуд.
Съгласно българския „Закон за рибарството и аквакултурите“, даляните са уреди за пасивен стопански риболов, разположени в определена част от акваторията на Черно море, и имат точка на привързване на морското дъно или на брега. Могат да са собственост на държавата и общините, на юридически и физически лица. Ползват се след получаване на разрешително за стопански риболов и след проведен конкурс.

## Конструкция
Носещата конструкция е изградена от колове, закрепени за морското дъно и свързани с тел помежду си в горния край. На тях се закрепят мрежите („хавлиите“) – права преградна мрежа, която отклонява пасажа, и затворена, в която се събира рибата. Даляните задължително се обезопасяват при въвеждането им в действие съгласно Кодекса за търговското корабоплаване.

## Туризъм
Даляните са традиционен начин за риболов, но с разширяването на морския туризъм те влизат в конфликт с интересите му. Течение може да отнесе невнимателен плувец в мрежите и да доведе до удавяне. Високите скорости, развивани от джетовете, също са предпоставки за сериозни наранявания или смърт. Това води до призиви на заетите с туризъм за ограничаване или премахване на даляните. През август 2020 година млада жена загива при съприкосновение на джет с необозначен далян край Балчик.